# Jalacte
Jalacte ist ein Ort im Toledo District von Belize. 2010 hatte der Ort 769 Einwohner, hauptsächlich Angehörige des Volkes der Kekchí.

## Geografie
Der Ort liegt weit im Westen, direkt an der Grenze zu Guatemala, zwischen dem Aguacaliente Wildlife Sanctuary und der Aguacate Indian Reservation. Der Jalacte Creek (Riachuelo Jatacte) verläuft von Westen nach Osten beim Ort.
Im Westen, in Guatemala liegen die Orte Santa Cruz Frontera (SW) und San Francisco Moyejon.
Der Ort wurde 1972 gegründet.

## Klima
Nach dem Köppen-Geiger-System zeichnet sich durch ein tropisches Klima mit der Kurzbezeichnung Af aus.